# Sodni stolp, Maribor
Sodni stolp je srednjeveški obrambni stolp, ki stoji na obrežju Drave, pri današnji tržnici v Mariboru.
Stolp je nekoč utrjeval jugozahodni vogal mestnega obzidja in v osnovi izvira iz začetka 14. stoletja. Povsem na novo so ga pozidali leta 1540 in ga pokrili s stožčasto streho, ki je v 17. stoletju pogorela. Večkrat je bil dozidan, tako da sega renesančna gradnja do vrha oken drugega nadstropja, nato je vidna povišava z začetka 17. stoletja, ki ji sledi dozidava štirih nadstropij v 19. stoletju. Leta 1937 je delno pogorel in bil v 50. letih 20. stoletja obnovljen.